# Rossinyol bord de Makira
El rossinyol bord de Makira (Horornis parens) és una espècie d'ocell de la família dels cètids (Cettiidae). És endèmic de l'illa de Makira, a les Illes Salomó. Els seus hàbitats principals són els boscos tropicals i subtropicals de frondoses humits de les terres baixes i de l'estatge montà. El seu estat de conservació es considera de risc mínim.